# Hugo Brehme
Hugo Brehme (Eisenach, Gran Ducado de Sajonia-Weimar-Eisenach, 3 de diciembre de 1882 - Ciudad de México, 13 de junio de 1954) fue un fotógrafo mexicano-alemán.

## Biografía
Hugo Brehme era hijo del zapatero Theodor Albert Brehme y su esposa Anna Elise Brehme, de soltera Anne Elise Wick. En 1898 Brehme completó una formación fotográfica en Erfurt. Estaba particularmente interesado en África. De 1900 a 1901 participó en varias expediciones a Togo, Camerún, África Sudoccidental Alemana y África Oriental Alemana. La malaria lo obligó a regresar a Alemania.
De 1905 a 1907, Hugo Brehme viajó a México, país que nunca lo dejó ir. En 1906 publicó sus primeras fotografías mexicanas [1] en la revista El Mundo Ilustrado. El 10 de agosto de 1908 se casó con Auguste Karoline Hartmann y poco después se mudó con ella a la Ciudad de México. En 1914, un intento del matrimonio Brehme de emigrar a los EE. UU. fracasó porque sus ahorros fueron robados inmediatamente antes de su partida y, por lo tanto, no pudieron reunir el depósito requerido. Ese mismo año nació su hijo Arno Hugo Brehme, y Hugo Brehme abrió su estudio fotográfico Fotografía Artística Hugo Brehme en la Ciudad de México, que muy pronto se convirtió en uno de los más cotizados y populares de la capital, también gracias al apoyo del comerciante y mecenas de Lübeck, Rodolfo Groth.
Durante el desarrollo de la Revolución Mexicana fotografió las distintas facciones revolucionarias. Recorrió el país una vez concluido el conflicto armado en México, tras lo cual logró formar una importante colección de vistas de ciudades mexicanas. En 1923 publicó el libro México Pintoresco.
A sus 20 ya manejaba con maestría su equipo fotográfico, con el que tomaba fotos de sentido artístico por sus estudios en Alemania. Brehme vivió gran tiempo de su vida en México, naturalizándose mexicano poco antes de su muerte. A Brehme se le conoce por sus postales impresas y por su influencia sobre varias generaciones de fotógrafos mexicanos como Manuel Álvarez Bravo.
Al principio el mercado de las postales estuvo dominado por fotógrafos como Bollbrügge, Briquet, Kahlo, Miret, Ruhland & Ahlschier, Scott y Waite. En el ámbito regional, por ejemplo, Schneider en Chihuahua, Kaiser en Guadalajara y San Luis Potosí, Gossmann en Saltillo, y Neubert en Zacatecas.
En 1912, Brehme se estableció profesionalmente en la Ciudad de México, abriendo un estudio en la 1a. San Juan de Letrán N.º 3, dirección que llevan sus primeras postales. En 1919 abrió otro estudio en la Avenida Cinco de Mayo N.º 27, al cual llamó “Fotografía Artística Hugo Brehme”. Es ahí donde Manuel Álvarez Bravo trabajó y aprendió los fundamentos de la fotografía y la producción de postales. Murió en un accidente automovilístico en 1954.

## Galería

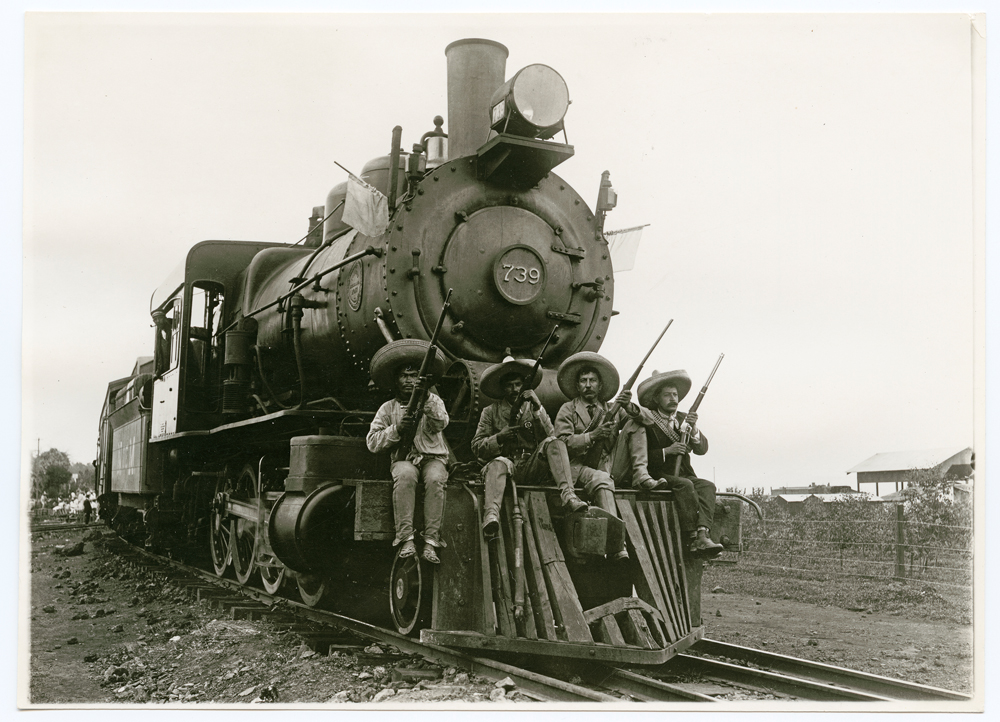
Zapatistas en Cuernavaca, 1911
Piñatas por Hugo Brehme.
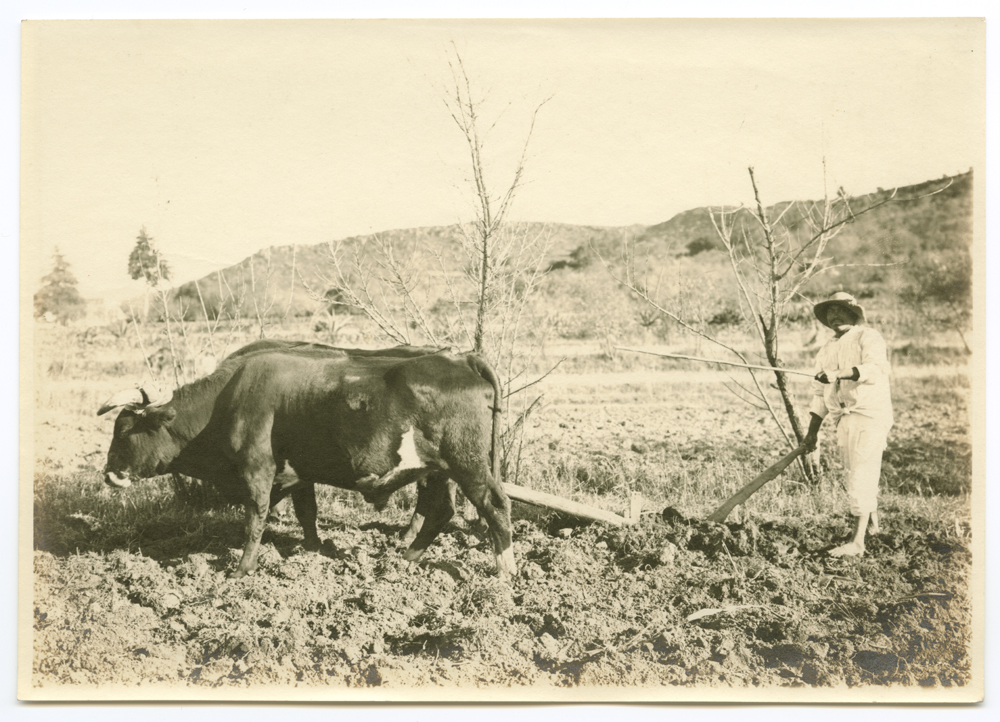
Campesino
Picnic por Hugo Brehme.
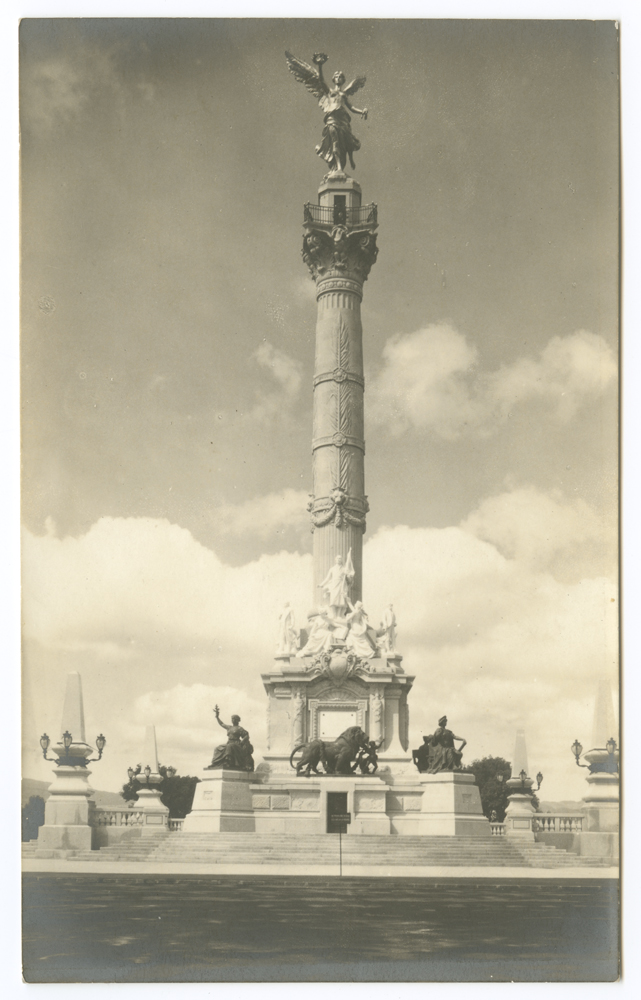
Columna de la Independencia, s.f.
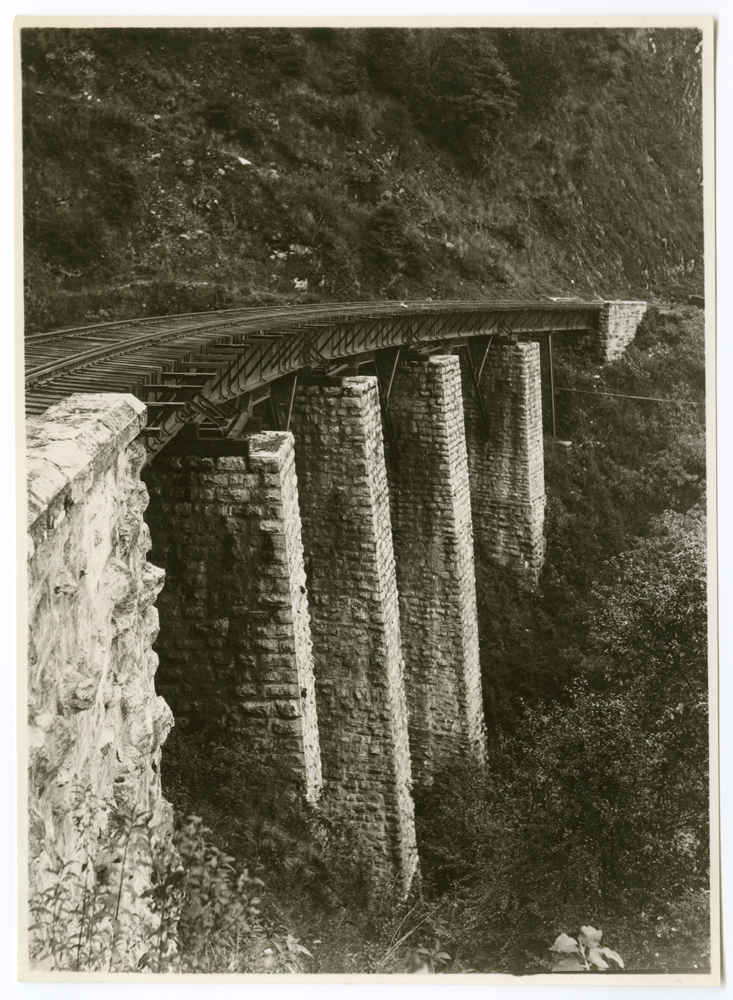
Puente de ferrocarril mexicano, s.f.